# Rue Théroigne-de-Méricourt
La rue Théroigne-de-Méricourt est une voie du 13e arrondissement de Paris, en France.

## Situation et accès
La rue Théroigne-de-Méricourt est une voie publique située dans le 13e arrondissement de Paris. Elle débute au carrefour des rues Maryse-Bastié et Franc-Nohain et se termine en impasse.
Cette voie dessert la Maison internationale de séjour (MIS), ainsi que des équipements (espace vert, terrains de sports, etc.).

## Origine du nom

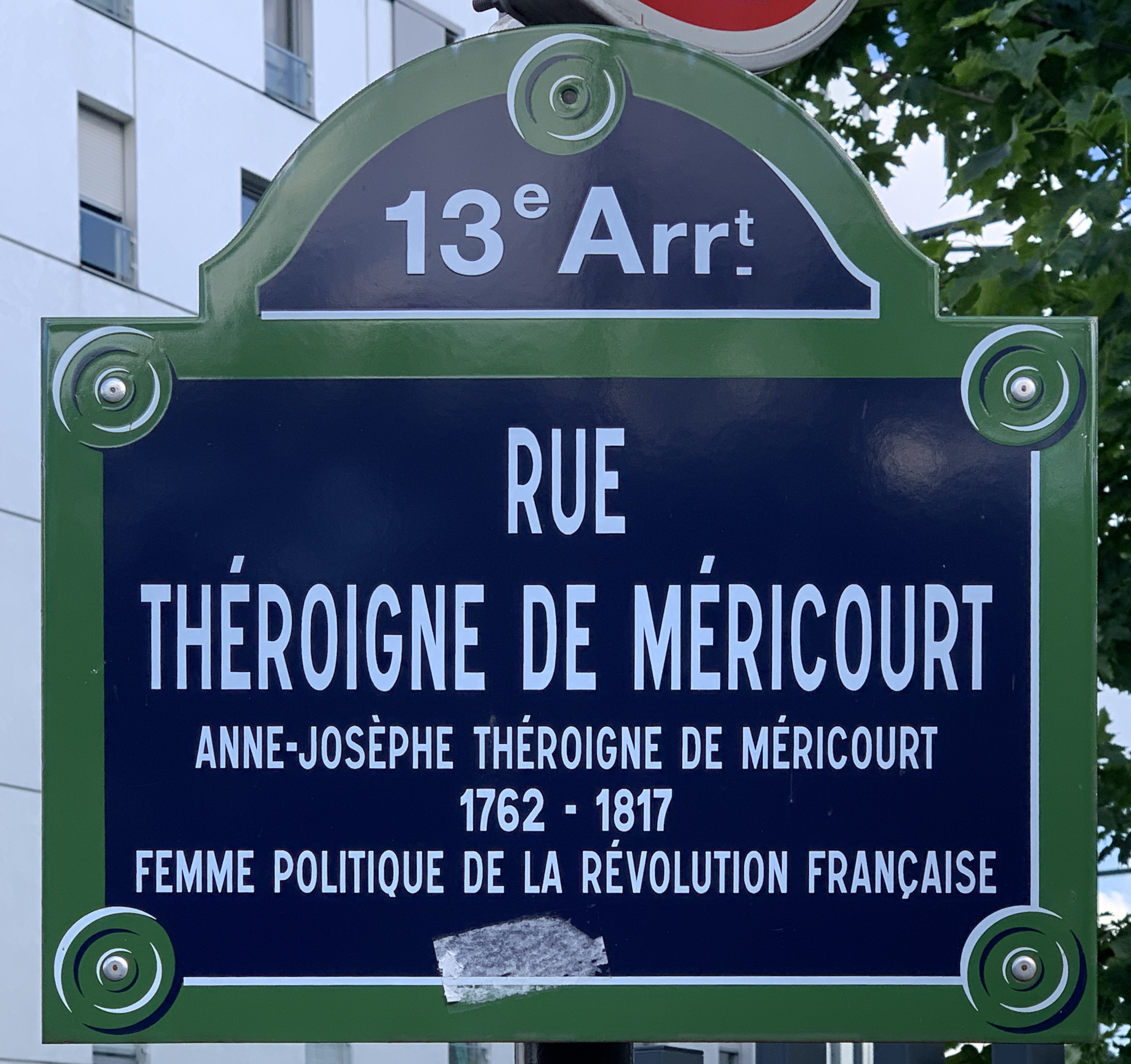
Plaque de la rue.

Elle porte le nom de la femme politique liégeoise, personnalité de la Révolution française Anne-Josèphe Théroigne de Méricourt (1762-1817).

## Historique
La voie est ouverte dans le cadre de l'aménagement de la ZAC du secteur Joseph Bédier-Porte d'Ivry, par la SEMAPA, sous le nom provisoire de « voie GF/13 » et prend sa dénomination actuelle le 19 septembre 2015.